# استبداد
الاستبداد في القاموس العربي "يعني الحزم وعدم التردد في اتخاذ القرار وتنفيذه. هذا هو معنى الاستبداد عندما يقرن بـ"العدل" الذي يفقد فعاليته مع العجز عن تطبيقه. أما الاستبداد من دون عدل فهذا هو "الطغيان".
الاستبداد هي شكل من أشكال الحكومة يحكم فيها كيان واحد بسلطة مطلقة. عادة، هذا الكيان هو فرد أو طاغية.
بالعامية، كلمة «مستبد» تنطبق بازدراء على أولئك الذين يستخدمون سلطتهم لقمع شعبهم أو رعاياهم أو مرؤوسيهم. وبشكل أكثر تحديدًا، غالبًا ما ينطبق المصطلح على رئيس الدولة أو الحكومة. بهذا المعنى، فهو مشابه للدلالات التحقيرية المرتبطة بمصطلحي «طاغية» و«ديكتاتور».
يعرف معجم لسان العرب «الاستبداد» بالتالي: «استبد بفلان، أي انفرد به دون غيره.» أما المعجم المنجد في اللغة العربية المعاصرة فيعرف كلمة «استبد»: «حكم بأمره، تصرف بصورة مطلقة، غير قابل الاعتراض». كما يعرف نفس المعجم كلمة «استبداد»:«تعسف، تسلط، تحكم.» ويورد المعنى الثاني: «ظلم، فرض الإرادة من دون مبرر.» أما موسوعة السياسة، فتورد تعريف «استبداد»: «حكم أو نظام يستقل بالسلطة فيه فرد أو مجموعة من الأفراد دون خضوع لقانون أو قاعدة ودون النظر إلى رأس المحكومين.» وتضيف الموسوعة تعريفا لمحمد عبده لنفس الكلمة:«المستبد عرفا من يفعل ما يشاء غير مسؤول ويحكم بما يقضي به هواه».
أما في التعريف الغربي فكلمة المستبد (despot) مشتقة من الكلمة اليونانية «ديسبوتيس» التي تعني رب الأسرة، أو سيد المنزل. ثم خرجت من هذا النطاق الأسري، إلى عالم السياسة لكي تطلق على نمط من أنماط الحكم الملكي المطلق الذي تكون فيه سلطة الملك على رعاياه ممثلة لسلطة الأب على أبنائه في الأسرة. وهنا يصبح المعنى انفراد فرد أو مجموعة من الأفراد بالحكم أو السلطة المطلقة دون الخضوع لقانون أو قاعدة. دون النظر إلى رأي المحكومين. وهذه السلطة المستبدة التي يتأثر بها الفرد أو بعض الأفراد هي تلك التي تمارس الحكم دون أن تكون هي ذاتها خاضعة للقانون الذي يمارسه سلطانه فقط على الشعب.

## كتب في الاستبداد
- الفارابي، مبادئ آراء أهل المدينة الفاضلة، خاصة الفصل الخاص بالقول في مضادات المدينة الفاضلة وفيه كلمة عن مدينة التغلب، أي مدينة الاستبداد.
- عبد الرحمن الكواكبي، طبائع الاستبداد ومصارع الاستعباد.
- محمد الغزالي، الإسلام والاستبداد السياسي.
- أحمد بن حمد الخليلي، الاستبداد، مظاهره ومواجهته.
- عبد الغفار مكاوي، جذور الاستبداد.
- محمد خاتمي، الدين والفكر في فخ الاستبداد.